# Košutka

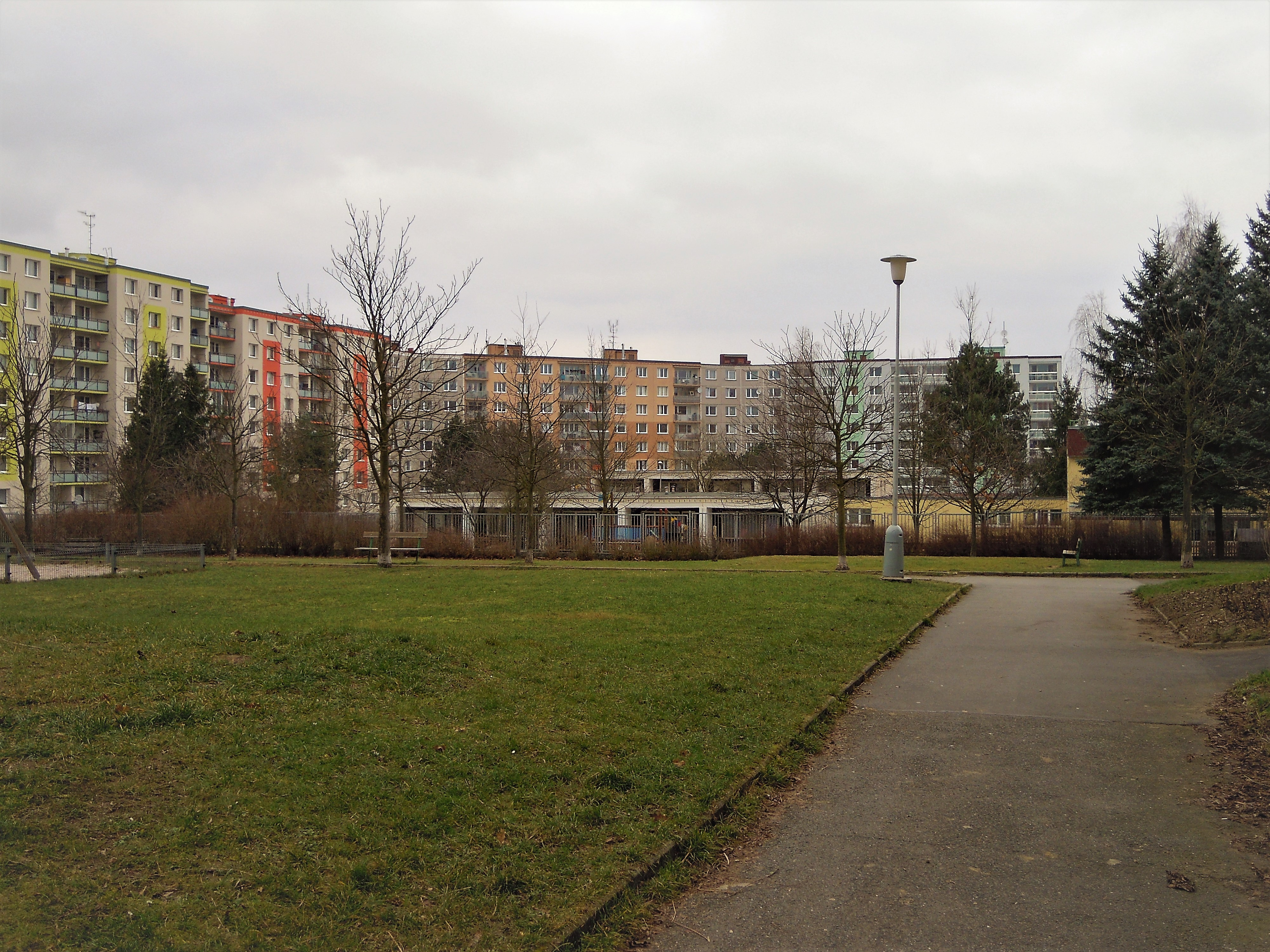
Panelové domy v Manětínské ulici

Košutka je čtvrť v Plzni, součást městského obvodu Plzeň 1, ohraničená městskými komunikacemi Gerská a Karlovarská. 

## Historie

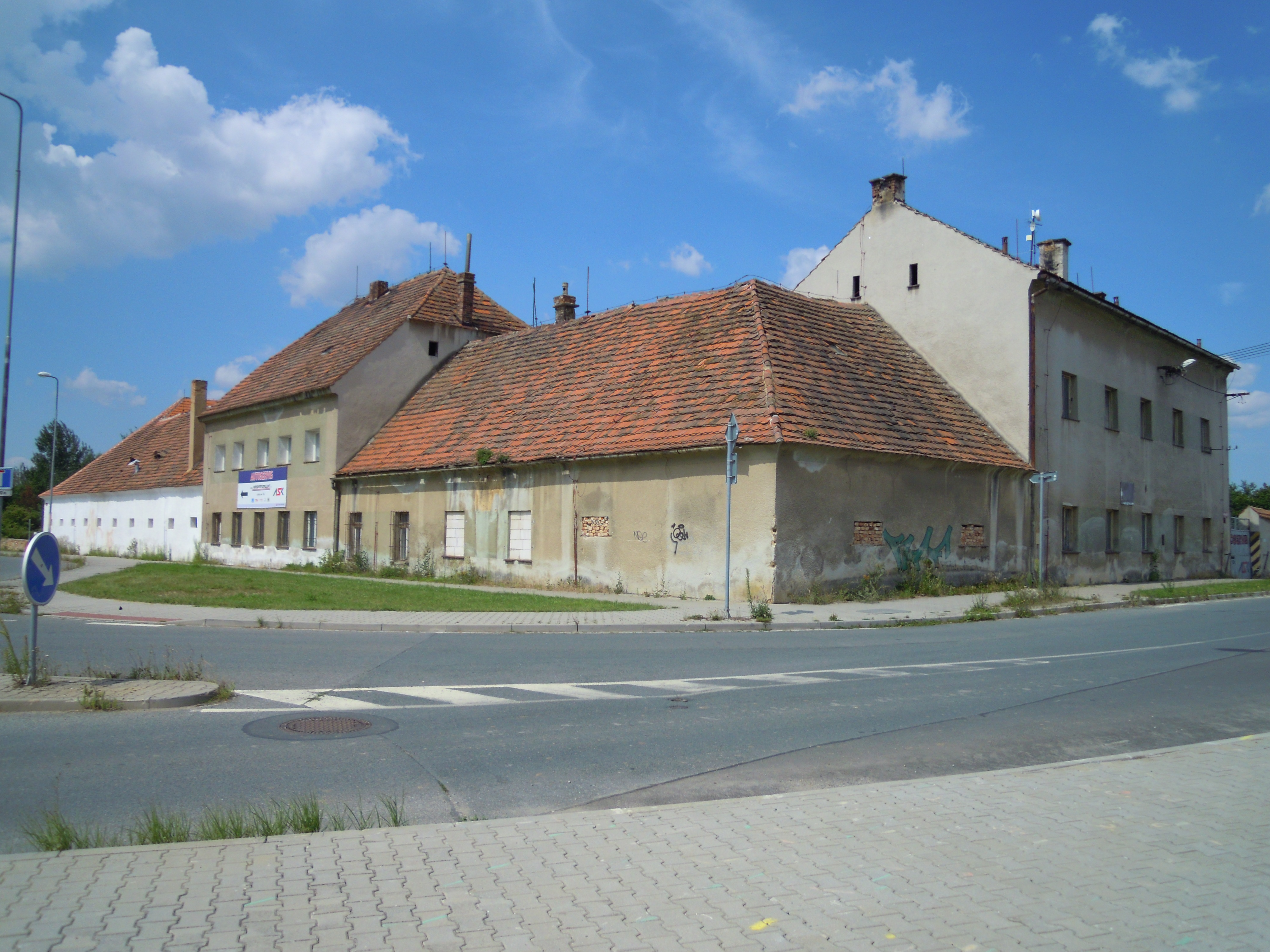
Budova bývalého dvora Košutka

Nejstarší stopy osídlení na území Košutky pocházejí z mladší doby bronzové až starší doby železné. Doklady lidské přítomnosti z této doby zachytil archeologický výzkum při výstavbě domů ve Studentské ulici v roce 2007.
Košutka bylo dříve označení statku, který založil plzeňský měšťan a sládek Martin Kestřánek (1772–1865) za bankovky vydané v Uhrách Lajosem Kossuthem (1802–1894), tzv. košutovky. Dvůr mohl být založen nejdříve v roce 1839, protože mapa stabilního katastru z téhož roku jej ještě nezachytila. Dvůr Košutka vystřídal v následujících letech řadu majitelů, než asi v roce 1954 přešel do správy JZD Bolevec. Roku 1958 se stal součástí Státního statku Křimice. Nacházel se v něm mimo jiné velký kravín i výkrmna vepřů. V současnosti je chátrající statek (Karlovarská 157) bez využití. Na dvoře je dochovaná arkáda podpíraná kamennými sloupy.
V blízkosti dvora Košutka vyrostla při Kotíkovské ulici (tehdejší hlavní cesta na Karlovy Vary) v 2. polovině 19. století čtvrť dělnických domků. Vzhledem k blízkosti místních lomů a cihelen ji obývali především kameníci a cihláři. Osada se původně nazývala Hoření Lochotín, jak se uvádí například ve stavebním povolení z roku 1877 nebo 1894. Teprve po roce 1918 převzala označení Košutka.
Název Košutka se v druhé polovině 20. století přenesl i na nové panelové sídliště, budované severně od původní osady mezi ulicemi Studentská a Gerská.

## Popis čtvrti

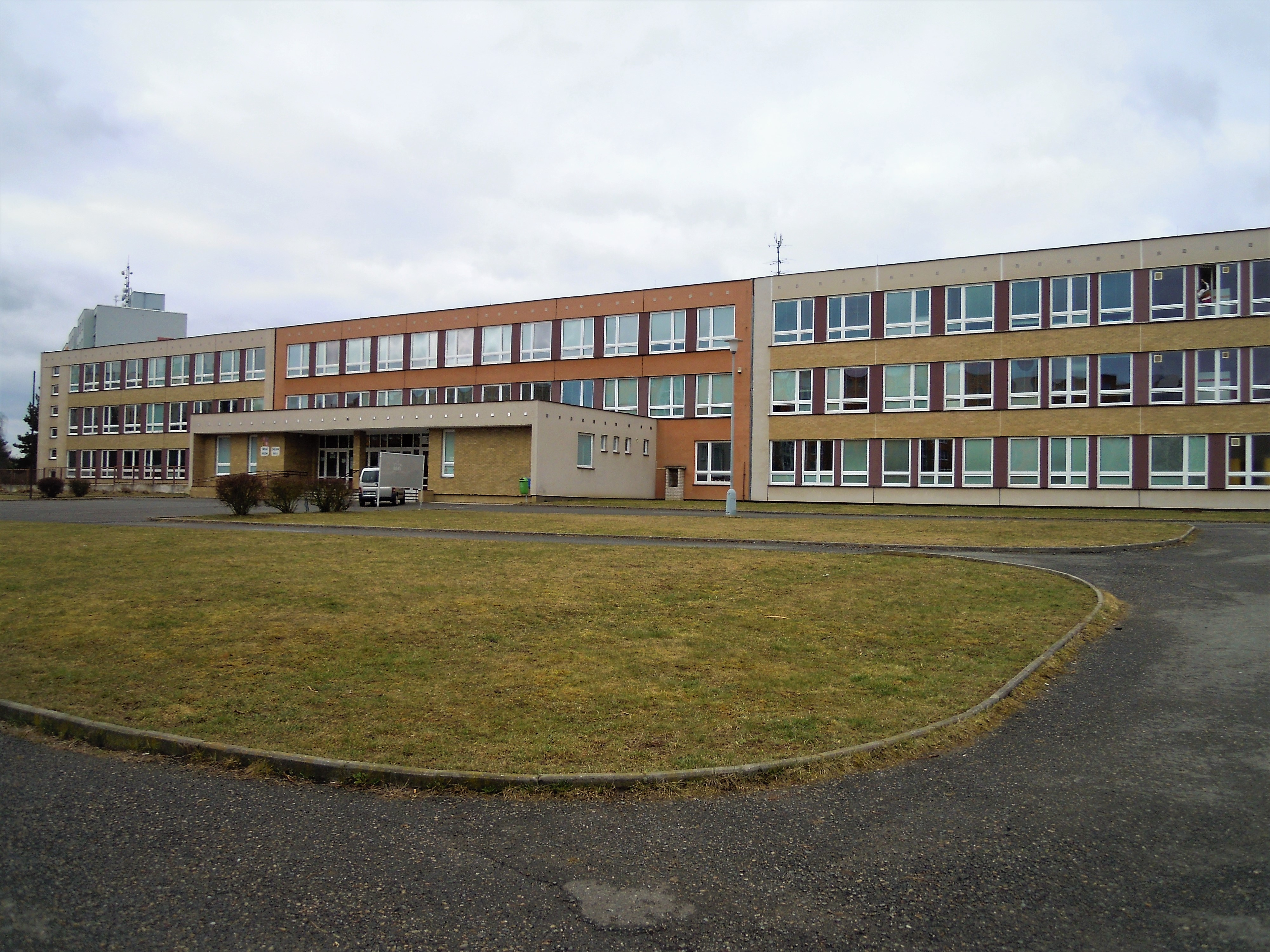
Budova 4. ZŠ v Kralovické ulici

Starou Košutku tvoří ulice Karlovarská, Studentská, Gerská, Kotíkovská, Pod Jezírkem, Pod cihelnou, K Pecím, Pálenická, Špálova, Turistická, K Sytné, Heydukova, Pod Košutkou, V Lomech a Karla Bureše. Tato část je tvořena převážně rodinnými domky. Na jižním okraji se nachází rozsáhlý komplex budov Střední průmyslové školy dopravní, vybudovaný v letech 1977-1982. V letech 2000 až 2014 se čtvrť rozrostla o novou výstavbu v ulicích Tleskačova, Hojerova, Foglarova, Skautská, Dušínova a Metelkova, ležící jižně a západně od Kotíkovské ulice. Vzhledem k názvům ulic se nové zástavbě přezdívá Stínadla.

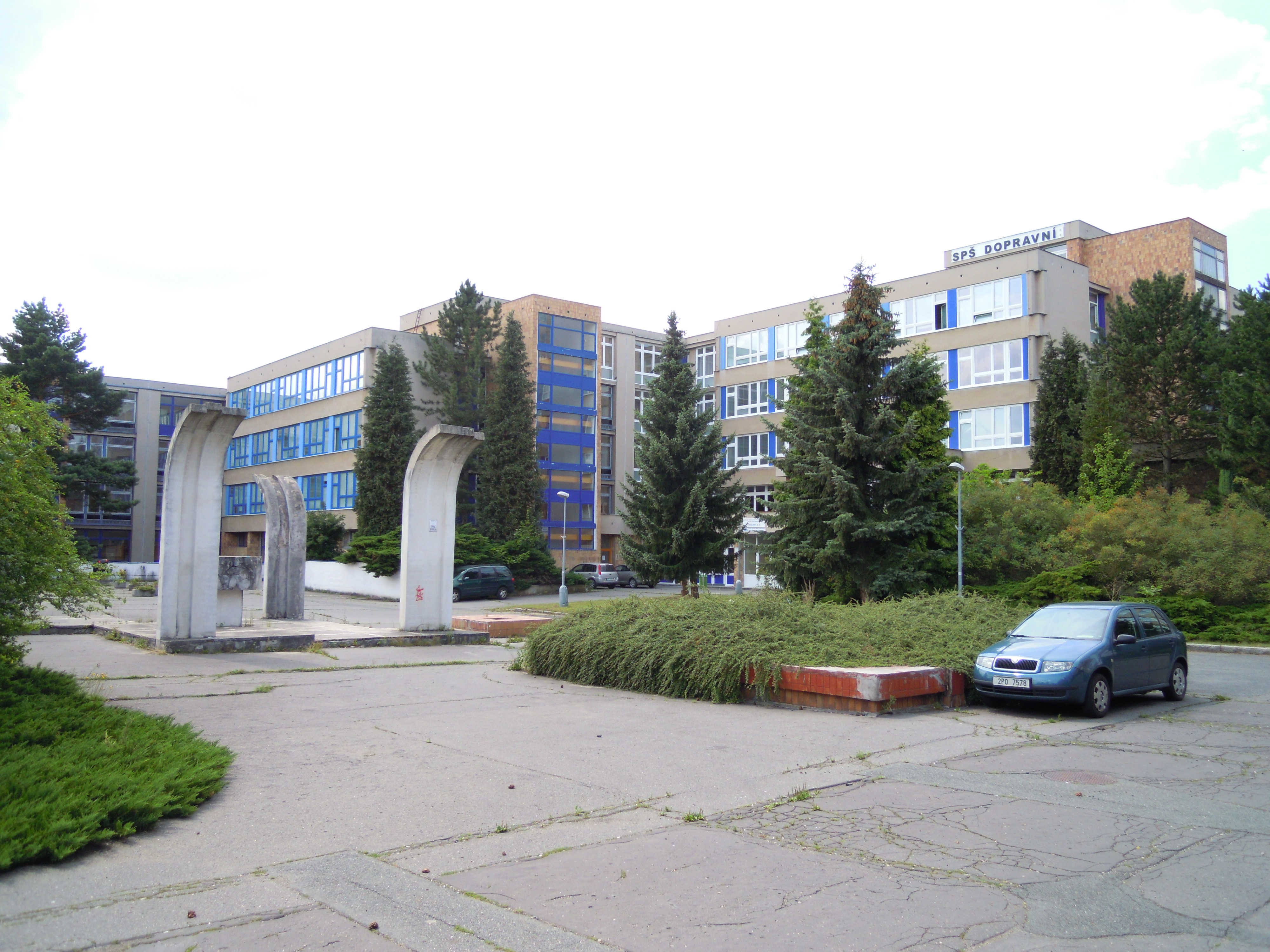
Budovy SPŠ Dopravní u Karlovarské třídy

Severní část Košutky tvoří panelové komplexy mezi ulicemi Krašovská, Toužimská, Žlutická, Kralovická, Rabštejnská a Manětínská, které byly vystavěny podle návrhu Ing. arch. Zbyňka Tichého v letech 1982–1986. Uvnitř bloků panelových domů ve tvaru neuzavřených nepravidelných osmiúhelníků jsou umístěny mateřské a základní školy. Podél hlavních silničních tahů (ulice Studentská a Gerská se nacházejí obchodní střediska, supermarkety společností Albert a Penny Market i čerpací stanice. Na křižovatce obou ulic (Studentská 22) je rovněž pobočka Knihovny města Plzně. Na západě sídliště ohraničuje obchodní středisko Globus a ulice Šípova, které se už nachází v katastru Chotíkov. 

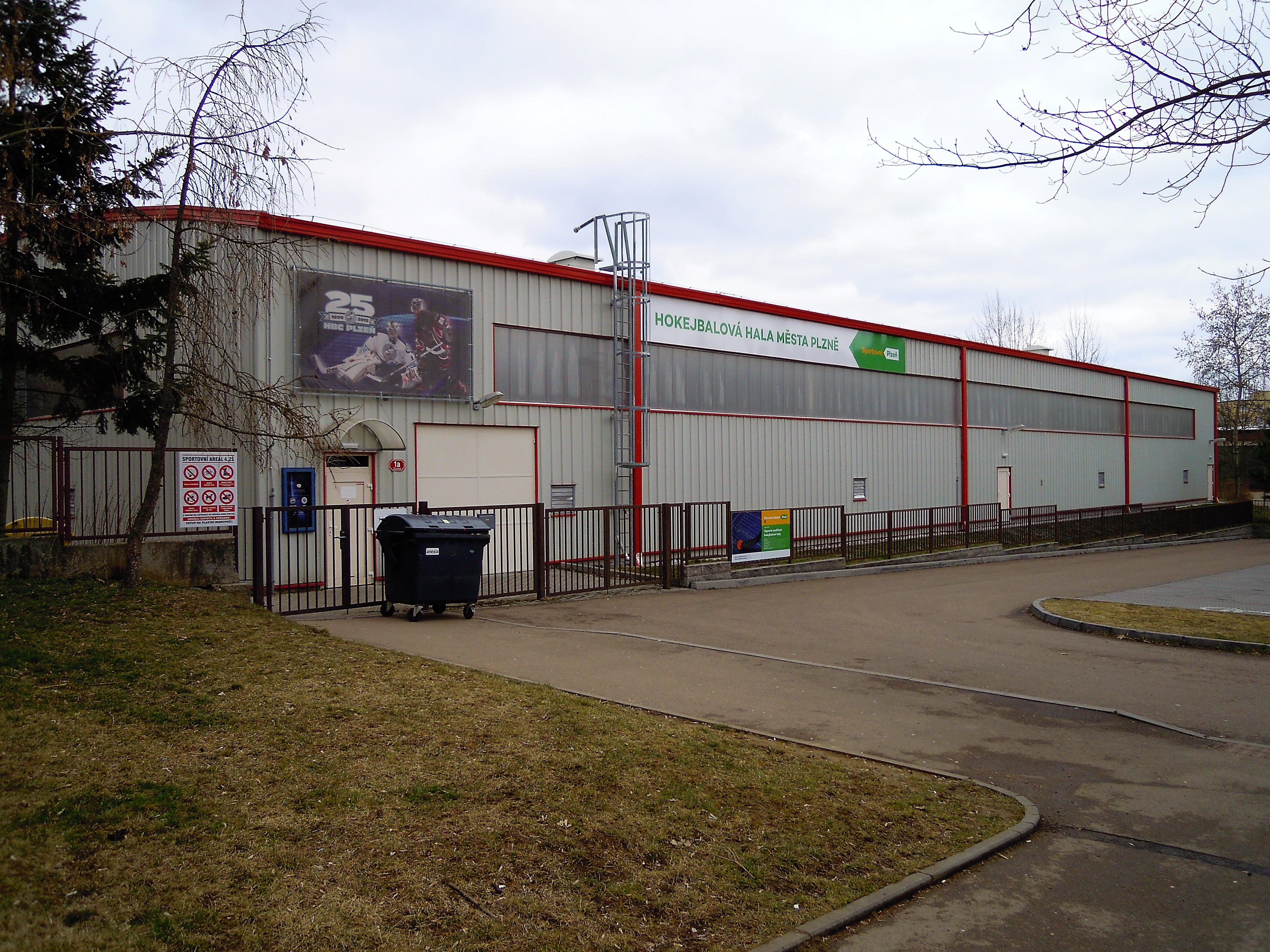
Hokejbalová hala na Košutce

Na západním okraji Košutky se jižně od Úněšovské ulice nachází Průmyslová zóna Košutka a také moderní stanice Hasičského záchranného sboru Plzeňského kraje, která byla uvedena do provozu v roce 2004. Hasební obvod stanice tvoří severní předměstí Plzně i velká část okresu Plzeň-sever až na hranice Plzeňského kraje. Požární stanice je předurčená pro likvidaci událostí s nebezpečnými látkami a pro práce ve výškách a nad volnou hloubkou i s použitím vrtulníku. Na stanici je dále umístěna speciální technika pro potřeby celého plzeňského kraje. 

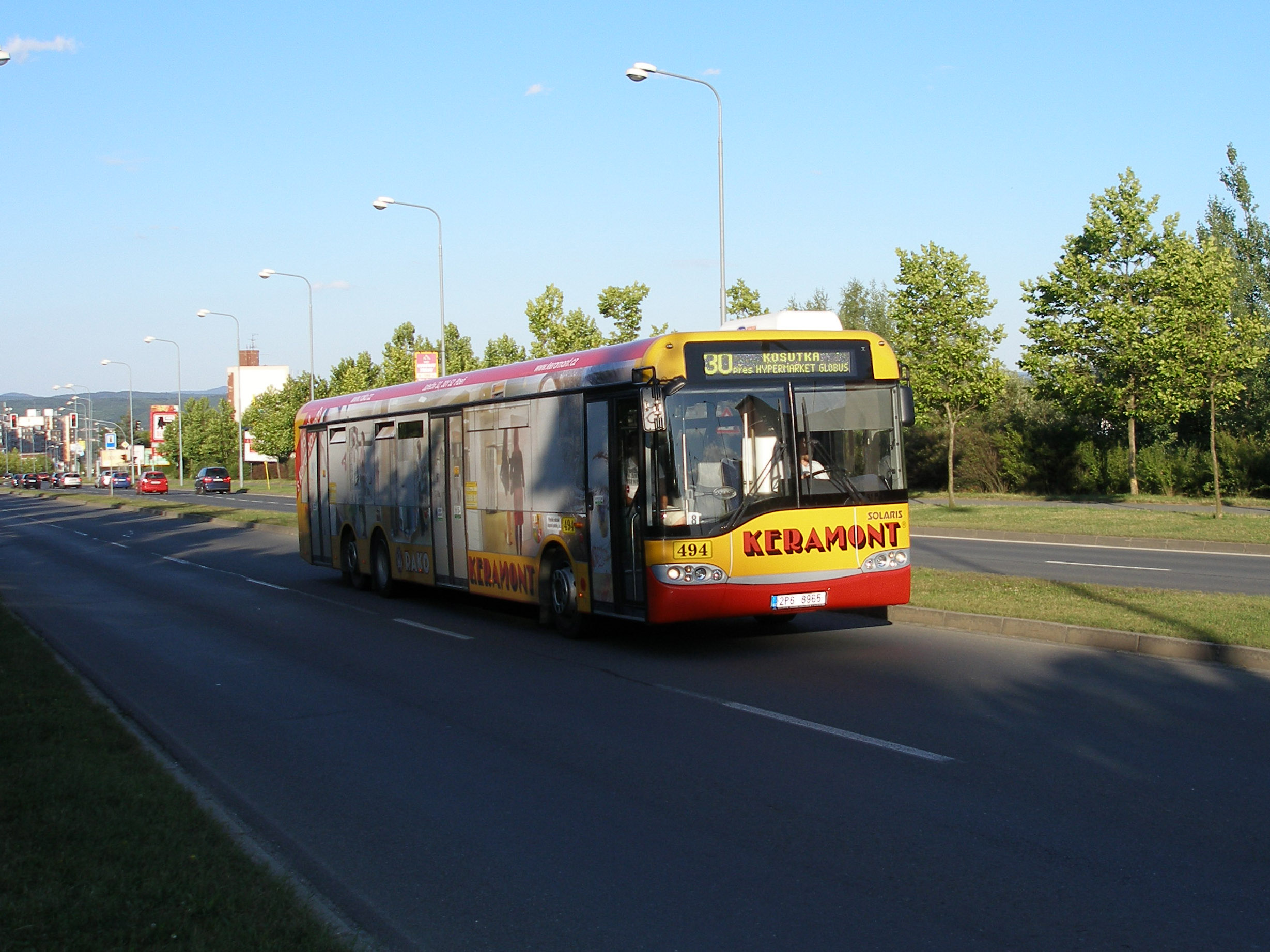
Autobusová linka č. 30 v Gerské ulici

Na Košutce je provozován také fotbalový klub TJ Košutka a další sportovní kluby, dále zde byla postavena hokejbalová hala, hokejová hala a jiná sportoviště. V lese severně od ulice Rabštejnská se nachází zahrádkářská kolonie a proti ní sportovní střelnice Sportovního střeleckého klubu Plzeň-Slovany. 
Městská hromadná doprava je zajišťována autobusy č. 27, 30, 33 a 40. Při východním okraji Košutky projíždí ulicí Gerská ve směru sever-jih také tramvajová linka č. 4, jejíž konečná stanice se nachází na severním konci Gerské ulice.
Z původní umělecké výzdoby sídliště Košutka se dochovaly dvě plastiky. První je sousoší Život v Míru v Manětínské ulici, které vytvořil Jaroslav Veselák v roce 1987. Druhým dílem je sousoší Jaro – Léto – Podzim – Zima (přezdívané Sudičky) ve Žlutické ulici z roku 1986, jehož autorem je Břetislav Holakovský. Před panelovým domem v Kralovické ulici se dále dochovaly sokly, na nichž byla původně umístěná keramická plastika s rostlinnými motivy a soškou Fauna od autorské dvojice Jaroslav Pleskal a Savvas Vojatzoglu. Plastika byla vytvořená v roce 1985, ale krátce po svém vzniku musela být pro nevyhovující stav stržena.
Počátkem 21. století pak vytvořil Tomáš Indra početné dřevěné plastiky, které doplnily nově vznikající park a dětské hřiště Zemník západně od Žlutické ulice. 

V roce 2015 byla na křižovatce ulic Studentská a Gerská osazena rozměrná betonová plastika s názvem Panoptikum (výška 5 metrů, váha 3 tuny). Je jednou ze tří soch, které v tomto roce vznikly v rámci spolupráce Fakulty designu a umění Západočeské univerzity a městského obvodu Plzeň 1. Autor Adam Trbušek se pomocí sochy snažil upozornit na stav současné konzumní společnosti. Při tvorbě se inspiroval obrazem Francisca Goyi, na kterém Saturn pojídá svého syna. Realizace vzbudila hned po svém osazení rozporuplné reakce, hlasování v první polovině roku 2018 však těsně vyhrály hlasy pro zachování díla na současném místě. 

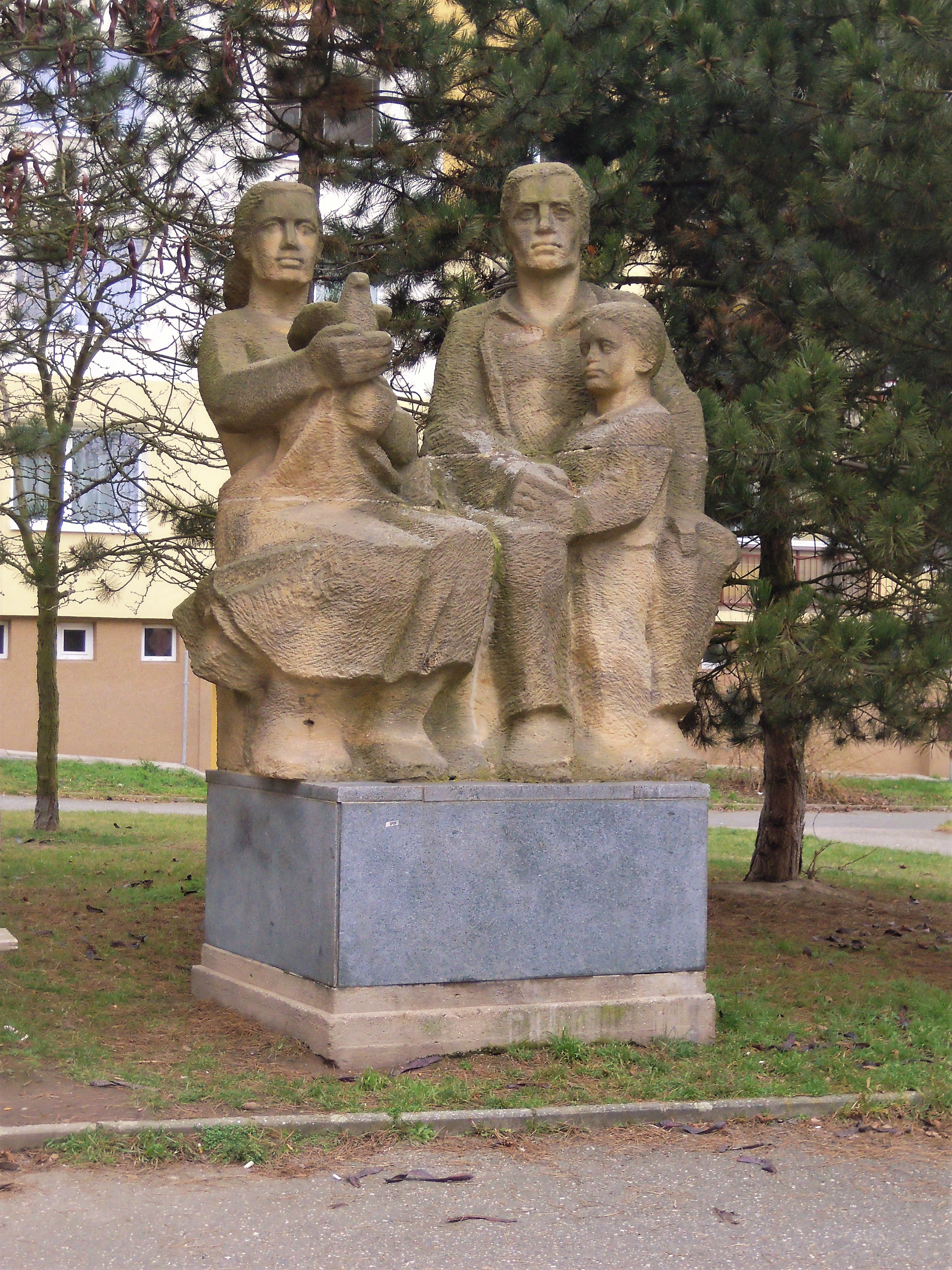
Život v míru
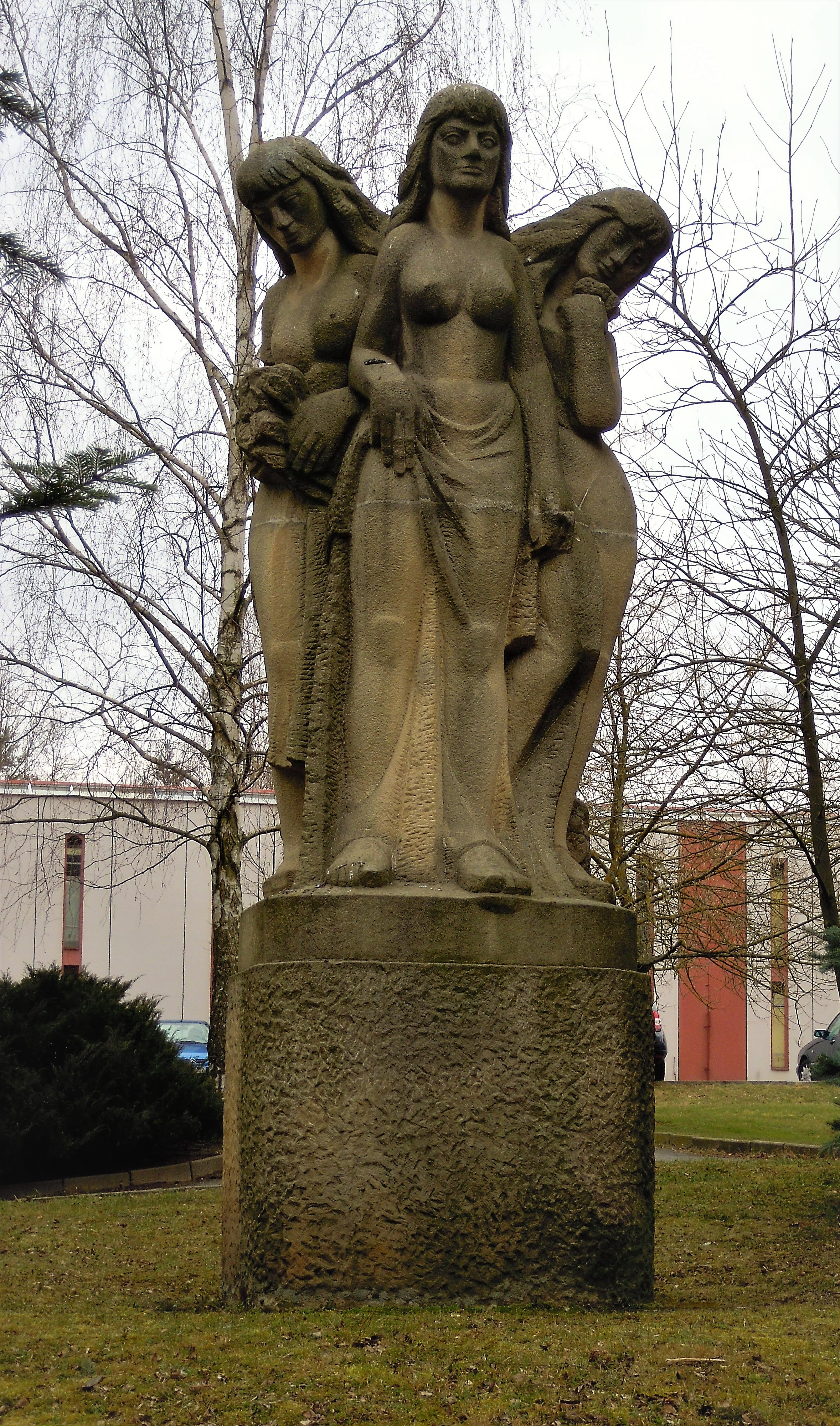
Jaro-Léto-Podzim-Zima
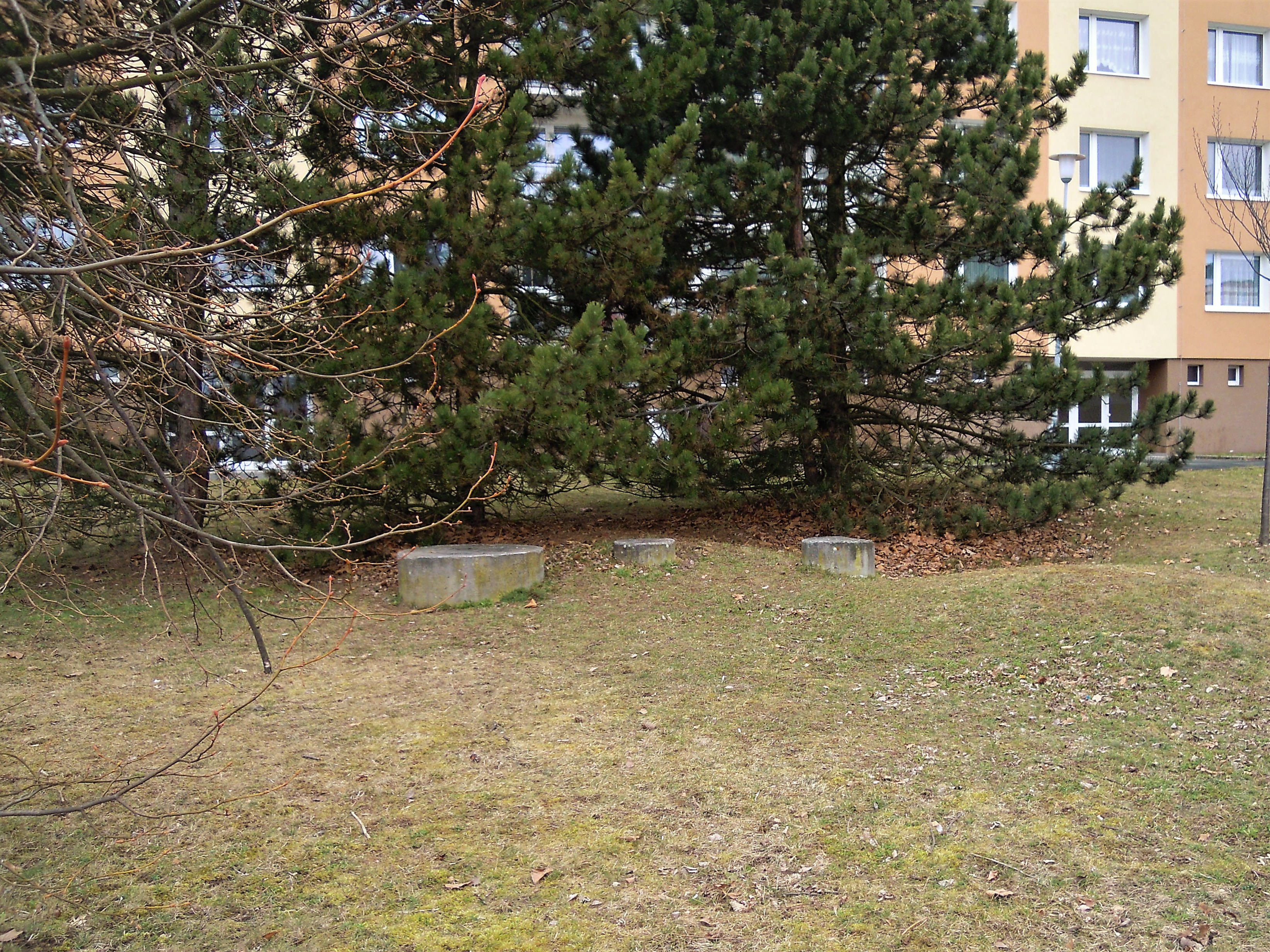
Torzo plastiky s Faunem
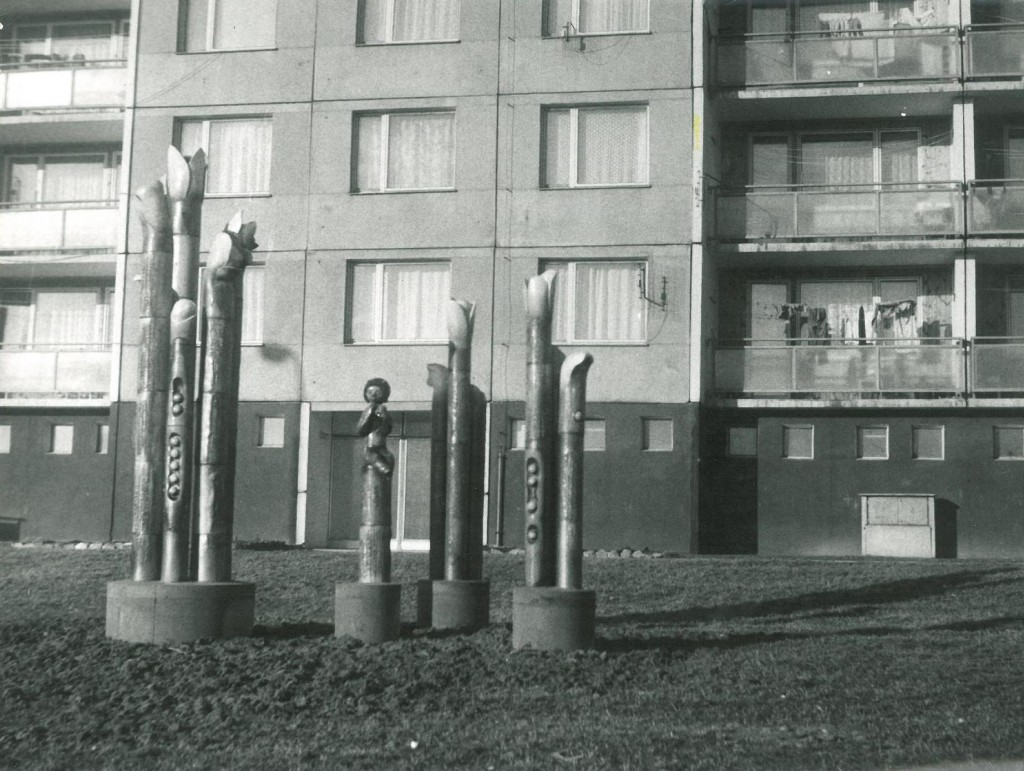
Plastika s Faunem
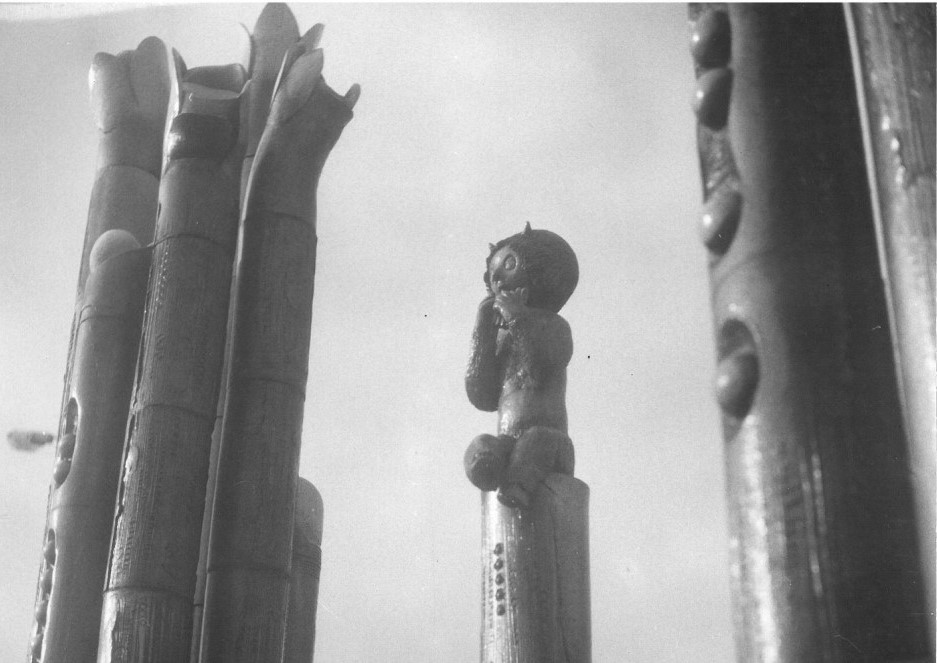
Plastika s Faunem
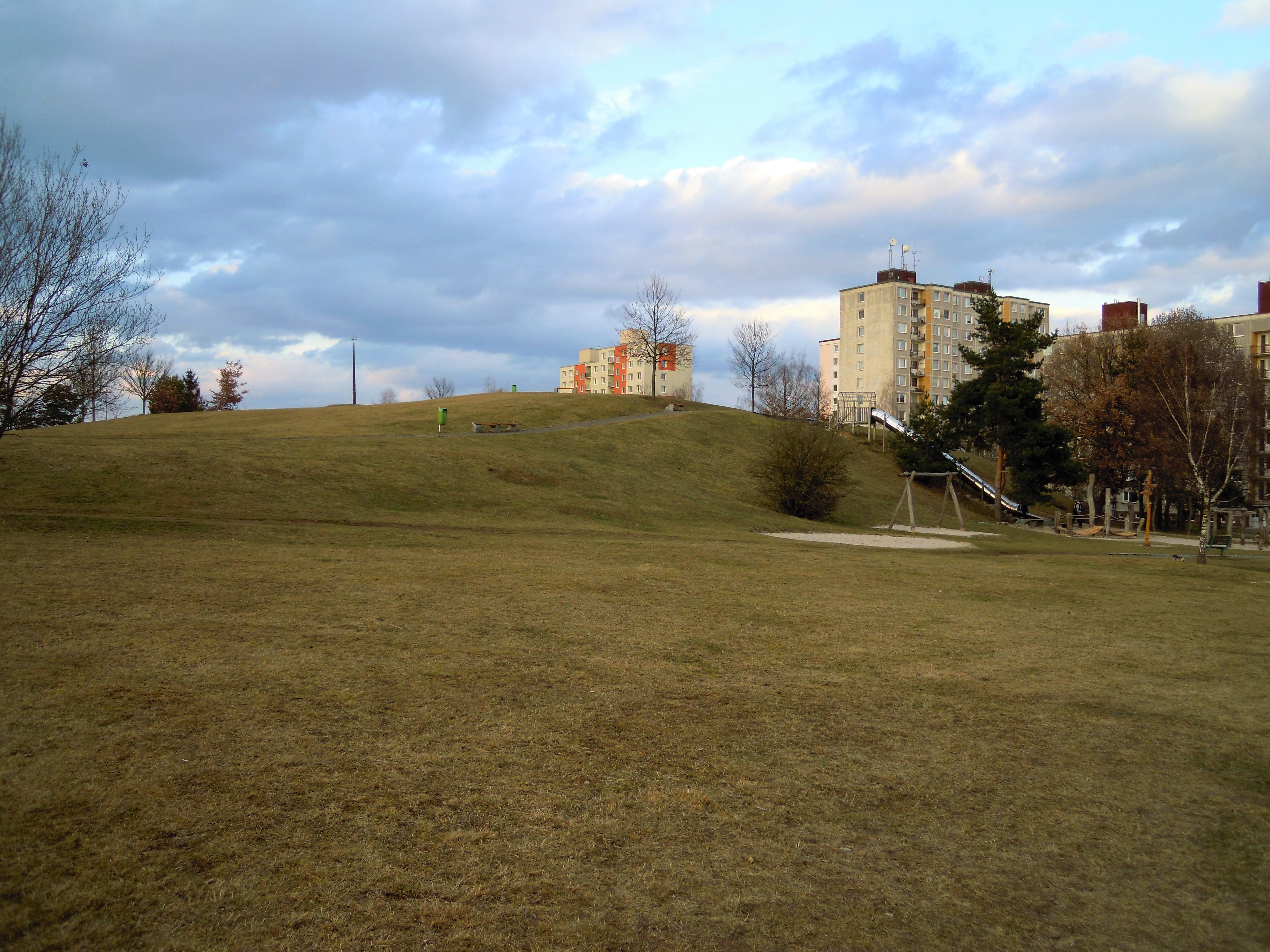
Park Zemník
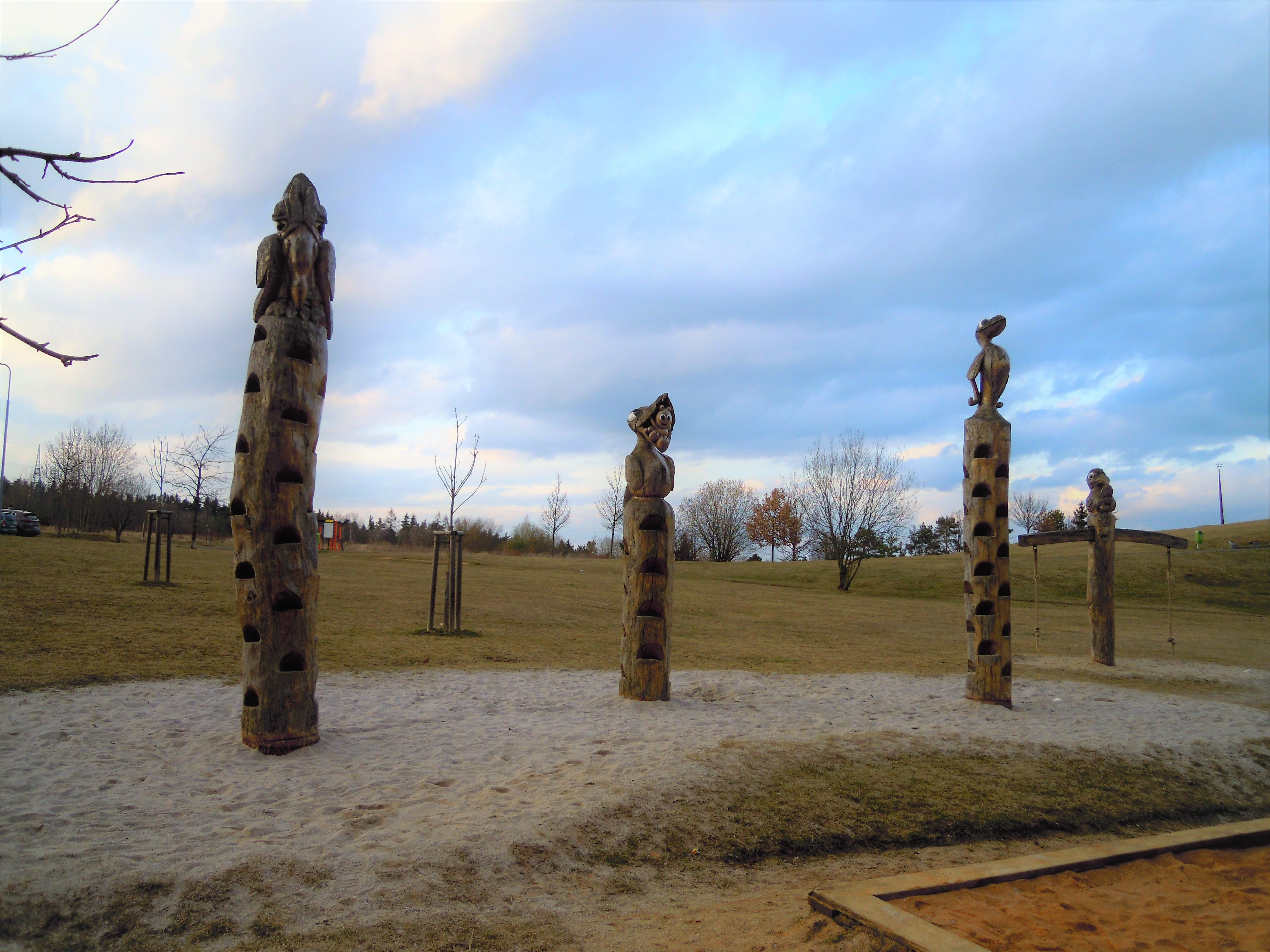
Park Zemník
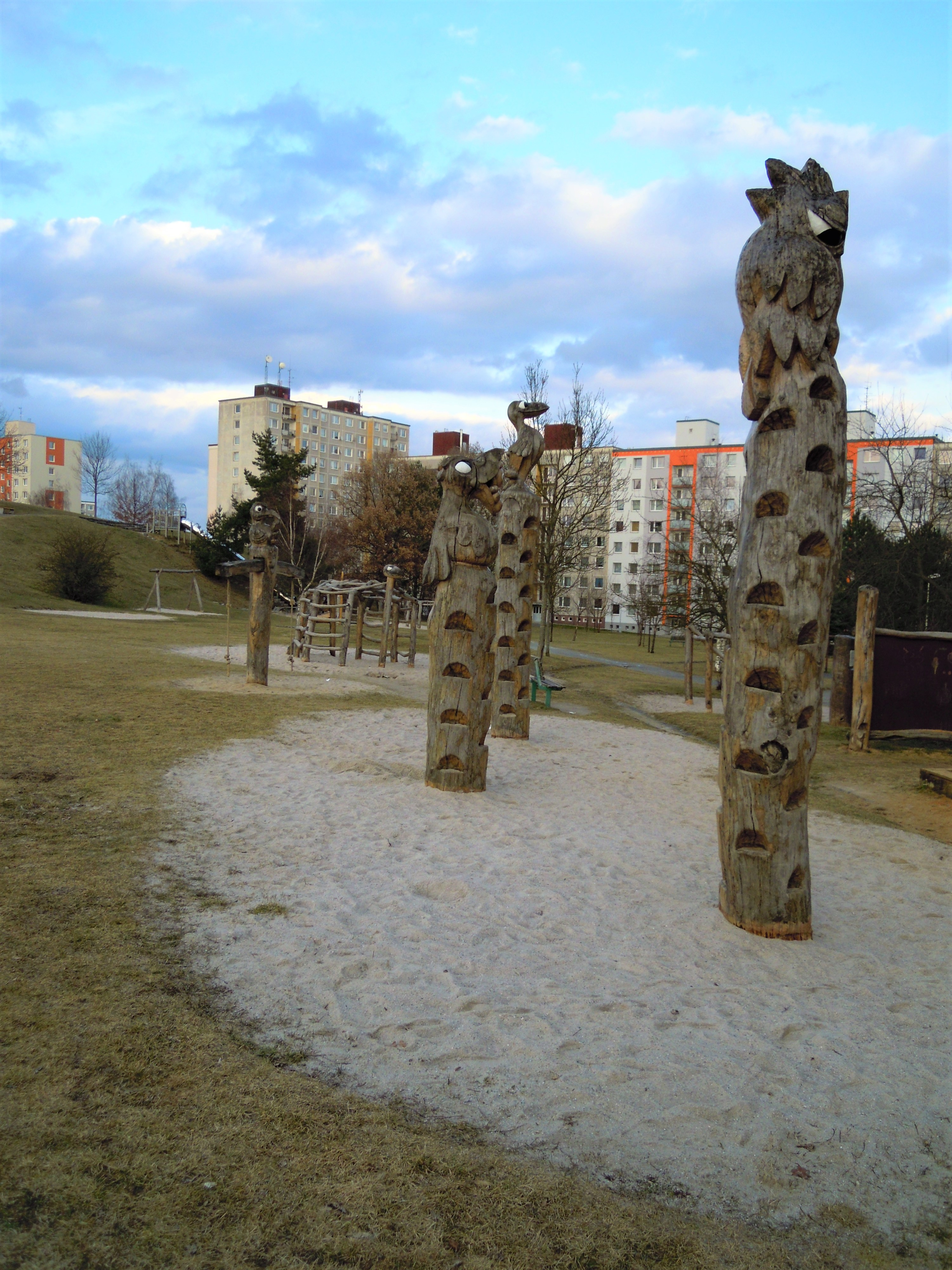
Park Zemník
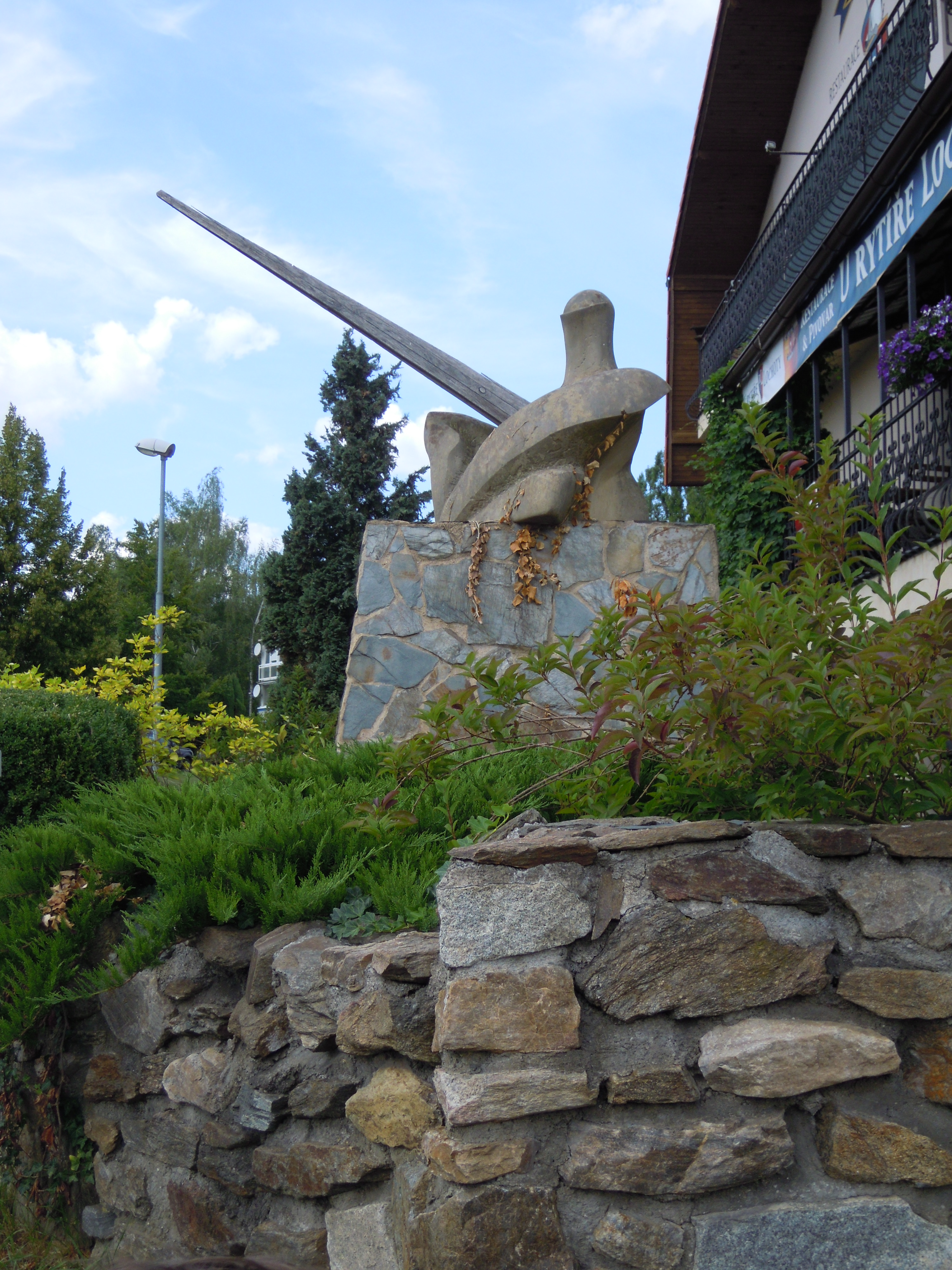
Rytíř Lochota před stejnojmennou restaurací
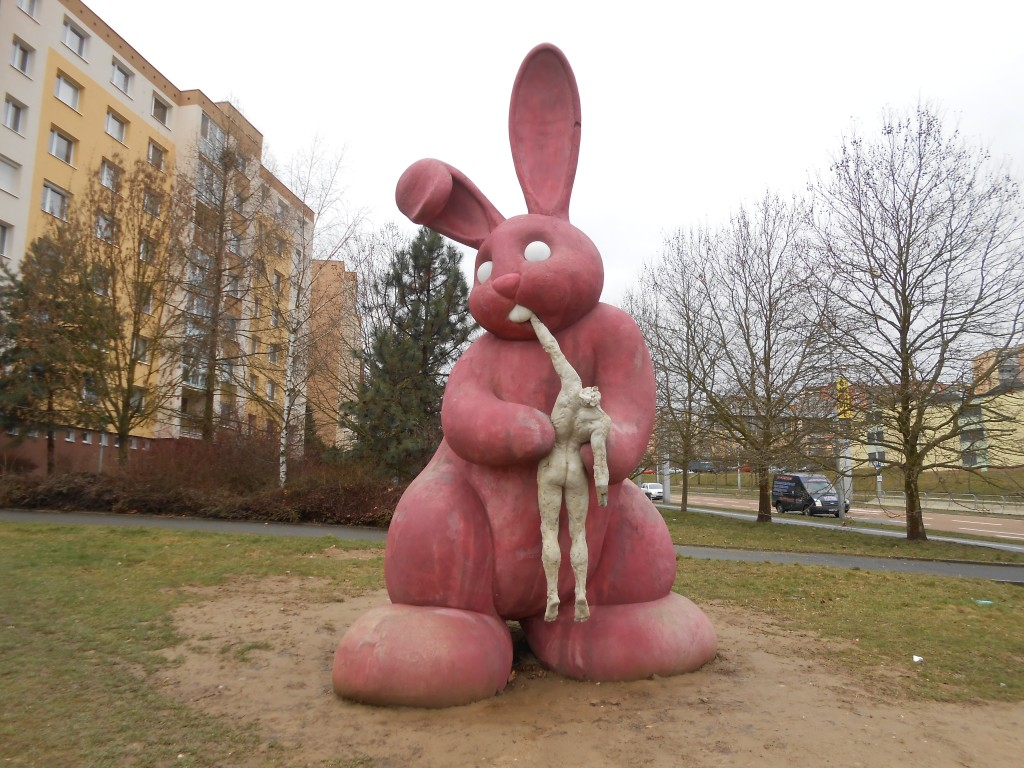
Panoptikum

## Zajímavá místa

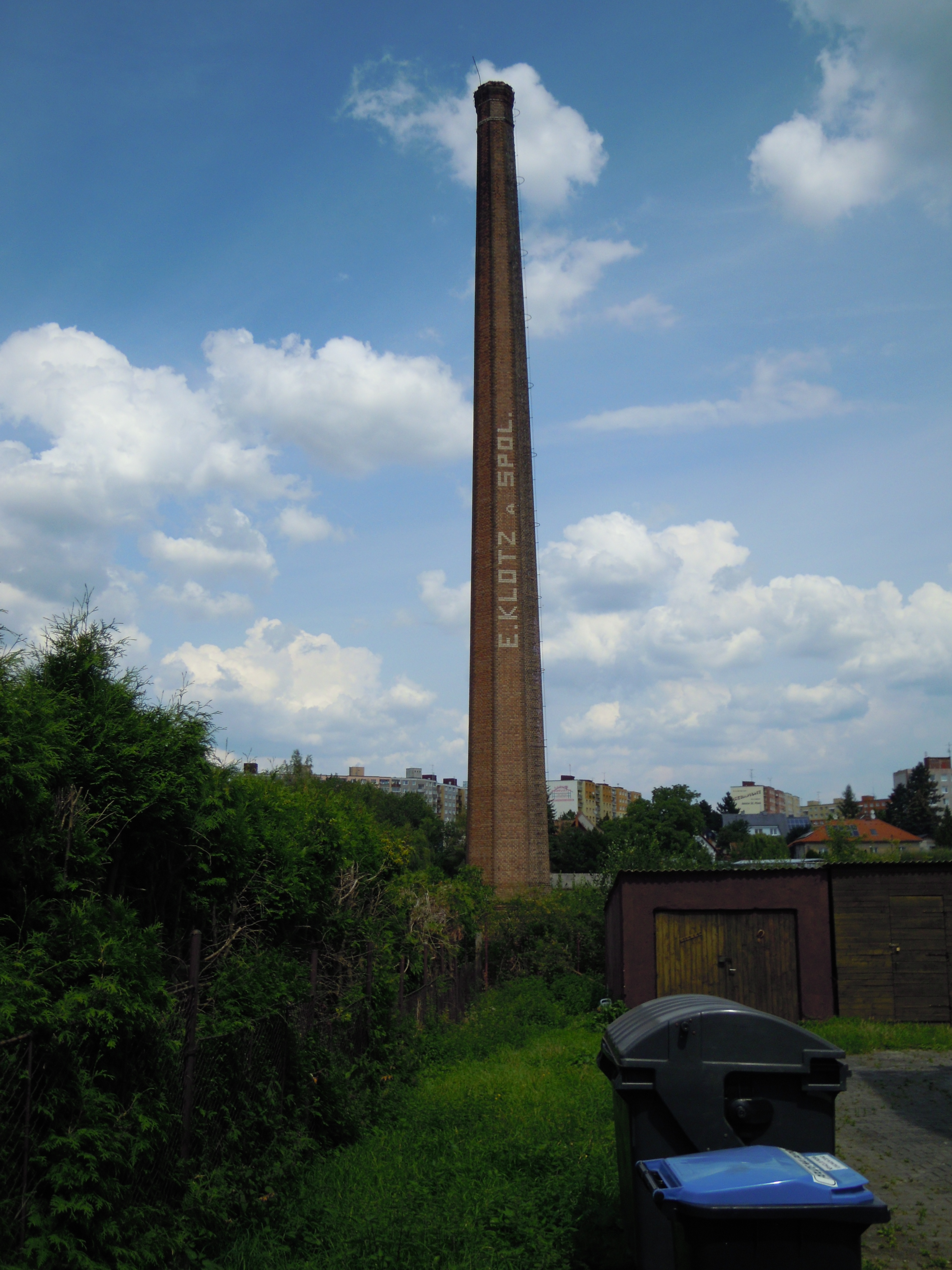
Komín zaniklé cihelny Emanuela Klotze

### Klotzova cihelna
Původní cihelnu vystavěl továrník František Klotz v místech dnešní sportovní střelnice. Po první světové válce byla ovšem výroba cihel zastavena (budovy byly v roce 1966 při stavbě střelnice kompletně odstraněny) a ve výrobě cihel s označením "KLOTZ" dále pokračovala cihelna Emanuela Klotze, umístěná mezi dnešními ulicemi Karlovarská a Pod Cihelnou.Ta byla vybavena dvěma kruhovými pecemi na parní pohon, které obsluhovalo celkem 50 dělníků. Až do 80. let 20. století se zde vyráběly kvalitní cihly (tzv. klotzovky), určené především na stavbu kanalizačních řadů. Produkce dosahovala až milion cihel ročně.
Jámy po těžbě cihlářské hlíny zanikly při výstavbě košuteckého sídliště. Kruhové pece a ostatní budovy rovněž neexistují, zachován je ovšem komín, na němž je světlými cihlami vyvedeno označení majitele (E. Klotz).

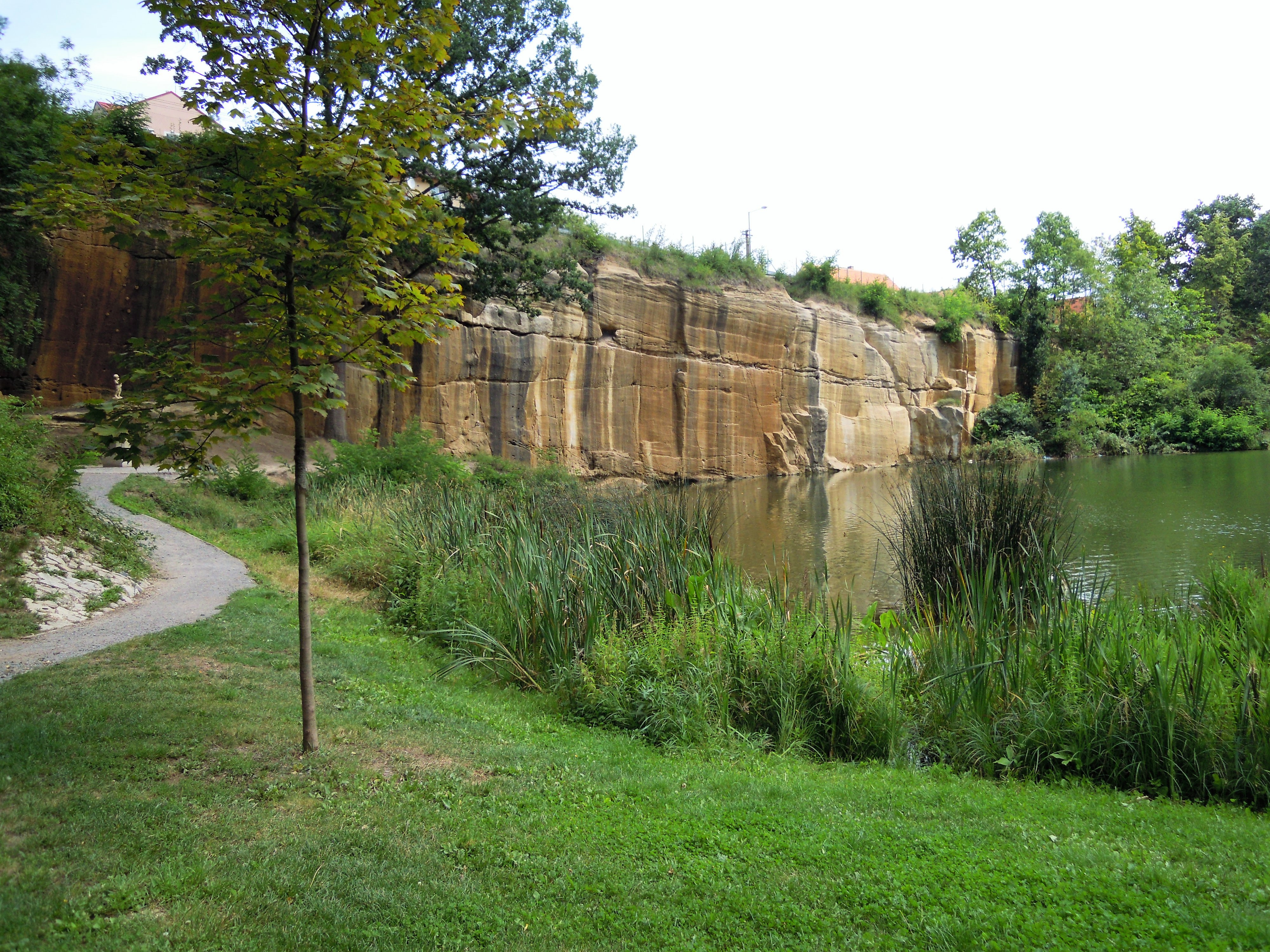
Košutecké jezírko

### Košutecké jezírko
Romantické přírodní jezírko je oblíbeným rekreačním místem, které vzniklo na místě bývalého lomu na pískovec. Z okolních pláží je vstup do vody pozvolný, ale severní a východní okraj jezírka lemují strmé skalní stěny. Při severozápadním břehu jezírka zdobí park drobná soška dívenky, přezdívaná Andělíček.

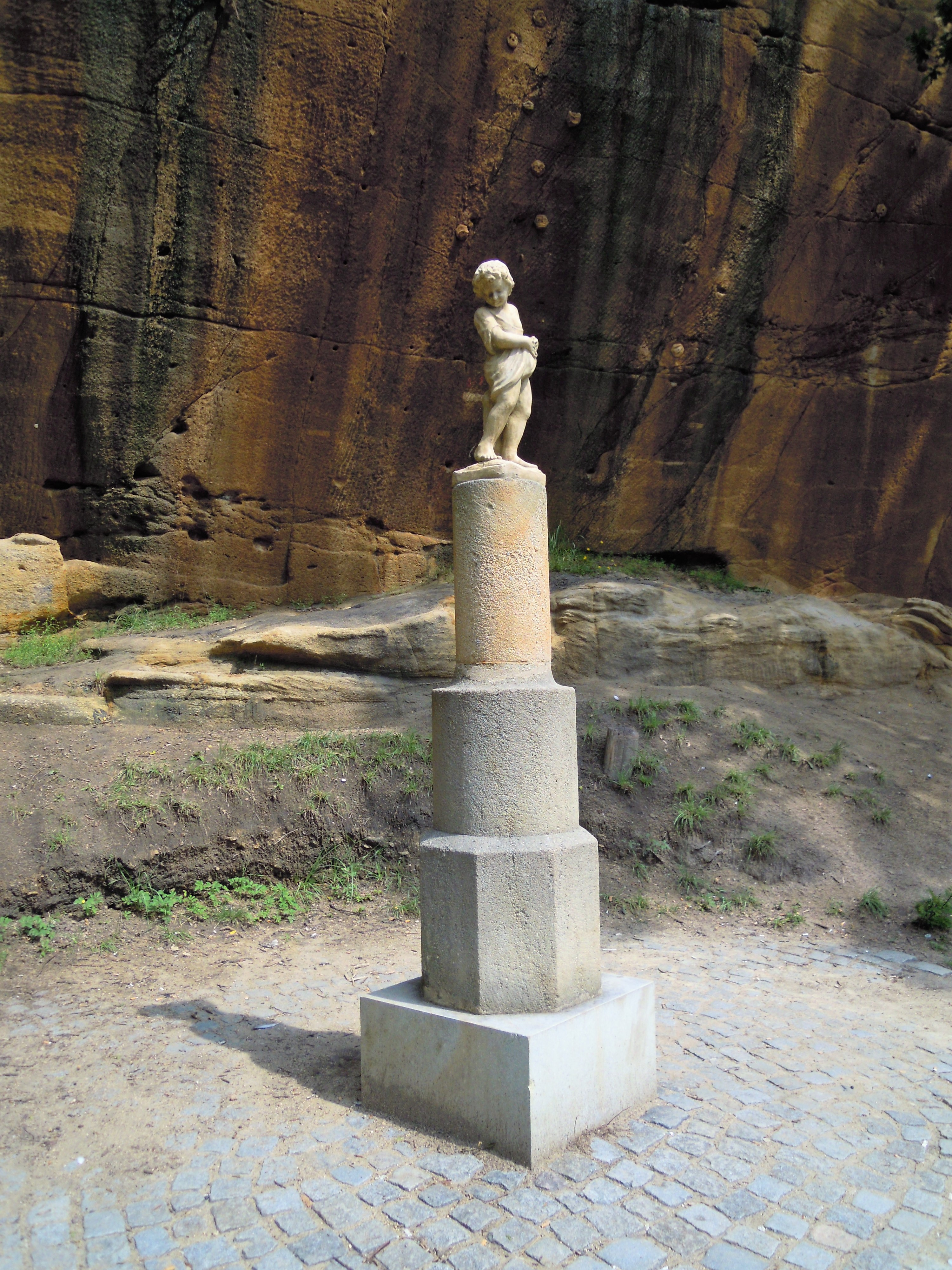
Soška andělíčka u Košuteckého jezírka

Park s mělkými rybníčky zde byl zřízen podle projektu městského zahradníka Valentina Čočka již v letech 1935 – 1937. Díky využití státního příspěvku na nouzové práce zde v době hospodářské krize získali práci i nezaměstnaní. Prováděli především náročné terénní úpravy těžebních jam a odvalů bývalých Doubkových kamenolomů. Nový park byl slavnostně otevřen 6. listopadu 1937 za přítomnosti tehdejšího plzeňského starosty Luďka Pika. 
Po zrušení výroby v okolních cihelnách začala v parku po roce 1940 stoupat hladina spodní vody. Voda postupně zaplavila nižší části parku, čímž se původní okrasné nádrže spojily a vytvořily dnešní jezírko. Pod vodou se ocitly kamenné lavičky i pamětní nápis na skále, připomínající vznik parku. Místo pak začalo být využíváno jako koupaliště a v zimě jako kluziště. Stoupající hladinu zastavilo až v 80. letech napojení na kanalizaci do ulice Pod Košutkou. V té době byla také provedena úprava pláží kolem jezírka, které již bylo oblíbeným koupacím místem. 
Pískovcová soška „andělíčka“ zdobila park již od doby jeho vzniku v roce 1937. V 50. letech 20. století zmizela, přičemž není jasné, zda ji někdo úmyslně poškodil nebo zda spadla do vody v důsledku eroze skály pod vysokým soklem. Soška byla nalezena pod vodou roce 2003, když byla ověřována pověst, že v Košuteckém jezírku leží utopený americký jeep (podle jiné verze dokonce tank) – po osvobození Plzně v roce 1945 bylo totiž jezírko využíváno jako zásobárna vody pro americké jednotky. Vyzdvižení andělíčka se však podařilo zorganizovat až 7. listopadu 2009. Po restaurátorském zásahu byl originál uložen v pracovně starosty městského obvodu Plzeň 1, kopie byla ke Košuteckému jezírku umístěna dne 26. dubna 2013.

### Malé Košutecké jezírko
Jde o menší zatopený lom mezi Karlovarskou a Studentskou ulicí, severozápadně od (velkého) Košuteckého jezírka. Lom s okolními pozemky vlastnil zahradní architekt Bohumil Kmínek, který si tu chtěl postavit rodinný dům a na sousedních pozemcích zřídit zahradnictví. V lomu byly provedeny menší terénní a sadovnické úpravy a postavena chata. Po 2. světové válce byly pozemky znárodněny a ocitly se v oploceném areálu rušičky rádia Svobodná Evropa, takže k realizaci původního záměru nedošlo. Pozůstatky rušičky jsou na místě stále patrné.
Z důvodu přítomnosti okolních skalních stěn, terénní situací a tím pádem rozdílného klimatu mezi severní a jižní stěnou, bylo jezírko místem pro život mnoha vzácných druhů (např. Růžkatec Bradavčitý). Od svého vzniku však nemá toto jezírko žádný přirozený přítok, veškerá voda pochází pouze z deště nebo průsaků podzemní vody. Po roce 2010 navíc došlo k výstavbě nových bytových domů (ulice Studentská), které ještě více odklonily dešťové vody a jezírko je nyní téměř vyschlé.